# Mount Stanley (Antarktika)
Mount Stanley ist ein 3220 m hoher Berg in der antarktischen Ross Dependency. In der Königin-Alexandra-Kette des Transantarktischen Gebirges ragt er nordöstlich des Entstehungsgebiets des Wyckoff-Gletschers nahe dem westlichen Ende des Grindley-Plateaus  auf. 
Die Südgruppe der Nimrod-Expedition (1907–1909) unter der Leitung des britischen Polarforschers Ernest Shackleton entdeckte ihn. Benannt ist er nach dem Rufnamen von John Stead Stanley Marshall (1877–1956), eines Bruders des leitenden Expeditionsarztes Eric Marshall. 